# Medal
Medal es un lugar perteneciente a la parroquia de Mohías, en el concejo de Coaña, comarca de Eo-Navia, Principado de Asturias, España.